# هانا ماتلووا
هانا ماتلووا (چکی: Hana Matelová؛ زادهٔ ۸ ژوئن ۱۹۹۰) بازیکن تنیس روی میز اهل جمهوری چک است.